# Любен Апостолов
Любен Константинов Апостолов е български военен деец, полковник, командир на 56-и пехотен велешки полк по време на Втората световна война (1941 – 1944).

## Биография
Любен Апостолов е роден на 27 април 1895 година в Крива паланка. Приет е във Военното училище в София. Участва като юнкер в Първата световна война. През 1915 година служи в Първи пехотен македонски полк на Единадесета пехотна македонска дивизия. На 9 март 1916 година завършва 37-ият випуск на Военното училище. Служи в 1-ви пехотен софийски полк, а от 1922 г. служи в 13-и пограничен участък, а от следващата година служи в 6-а пехотна дружина. През 1928 г. е назначен за началник на подучастък от 22-ри граничен участък. От 1930 г. служи в 30-и пехотен шейновски полк, след което от 1933 г. е началник на секция в Щаба на войската. През 1939 г. е назначен за началник на Инвалидния дом, на която служба е в началото на Втората световна война (1941 – 1945).

## Втора световна война (1941 – 1945)
От септември 1942 до 1944 година Апостолов командва 56-и пехотен велешки полк. При антипартизанска акция той заповядва разстрела на 12 млади леви активисти от Ваташа, извършен на 16 юни 1943 година. Те са местни младежи, които са помагачи и симпатизанти на югославските комунистически партизани, като са задържани същия ден по домовете им. След Деветосептемврийския преврат е уволнен от армията на 13 септември 1944 година. През ноември 1944 година Апостолов е арестуван в България и предаден на комунистическата власт в Югославия. Пред съда твърди, че не е участвал лично в акцията, а е издал заповедта за разстрел, понеже му е докладвано, че жертвите са участници в съпротивата, пленени по време на сражение. Съгласно разпорежданията, действащи по онова време в армията, спрямо тях не се прилага Женевската конвенция за военнопленниците и те следва да се разстрелват на място. Осъден е на смърт, а присъдата е изпълнена в Кавадарци през 1945 година.

## Военни звания
- Подпоручик (12 март 1916)
- Поручик (14 октомври 1917)
- Капитан (30 януари 1923)
- Майор (3 октомври 1933)
- Подполковник (6 май 1936)
- Полковник (6 май 1940)